# Sheridan (Indiana)
Pour les articles homonymes, voir Sheridan.
La ville de Sheridan est située dans le comté de Hamilton, dans l’État de l’Indiana, aux États-Unis. Sa population s’élevait à 2 665 habitants lors du recensement de 2010, estimée à 3 004 habitants en 2016.

## Source
- (en) Cet article est partiellement ou en totalité issu de l’article de Wikipédia en anglais intitulé « Sheridan, Indiana » (voir la liste des auteurs).